# 용궁면
용궁면(龍宮面)은 대한민국 경상북도 예천군의 면이다. 넓이는 31.85km2이고, 인구는 2014년 12월 31일 기준으로 2,920명이다.
예천읍 서쪽에 있는 용궁(龍宮)은 옛 용궁군의 자리이며, 낙동강 상류와 내성천이 합류하는 지점에 있다.

## 역사
- 신라 : 축산현이라고 부름.
- 고려시대 초 : 용주라고 부름.
- 1012년 : 용궁현
- 1895년 : 안동부 용궁군
- 1896년 : 경상북도 용궁군
- 1914년 : 용궁군 폐지, 예천군 관할로 변경
- 1914년 : 경상북도 예천군 용궁면

## 행정 구역
| 법정리 | 행정리           | 비고                   |
| ------ | ---------------- | ---------------------- |
| 가야리 | 가야1리, 가야2리 |                        |
| 금남리 | 금남1리, 금남2리 |                        |
| 대은리 | 대은1리, 대은2리 |                        |
| 덕계리 | 덕계리           |                        |
| 무이리 | 무이1리, 무이2리 |                        |
| 무지리 | 무지리           |                        |
| 산택리 | 산택1리, 산택2리 |                        |
| 송암리 | 송암1리, 송암2리 |                        |
| 월오리 | 월오1리, 월오2리 |                        |
| 읍부리 | 읍부1리, 읍부2리 | 면 행정복지센터 소재지 |
| 향석리 | 향석1리, 향석2리 |                        |

지명
- 읍부리 : 읍부리, 치냇걸(기천), 버들쑤(유수), 새마(신동, 북부), 복호
- 금남리 : 삼미(살미), 휘넛들(호느들, 노넛들, 훤평), 금원, 작은봇들 , 새동네(신촌), 청산모링이(천산모링이), 용두징이(용두진)
- 가야리 : 강당, 넙운개이(넘은갱이),
- 무이리 : 무레실(무리실, 무이), 갯마(포촌), 누문골(누문동), 소천마(소천)
- 대은리 : 대은(대은역, 역골, 역촌), 실름실(실음실), 쌍수문걸, 신당, 회룡, 고두실(동림), 의성개(의성포),
- 향석리 : 구읍(향사리), 지잣걸(시항), 돌우물(석정), 생교골(향교, 교촌), 샛마, 성밑(성저)
- 무지리 : 쥣골(조우골, 지동), 무동,
- 산택리 : 산못(산택), 호미(화미), 치내(치냇걸, 기천), 덩암마(등암)
- 월오리 : 다래이(달오이, 월내, 달안, 월오), 장평(장야평), 절골(사곡), 가래미(나산), 안터, 벼락고기(별락), 등자바위
- 송암리 : 용바우(용암), 법고개(법현), 이암(인암), 경바우(경암), 분톳골(분토)
- 덕계리 : 덕봉, 평장골(평창), 달계, 복거리(보거리, 복계)

## 주요 시설
- 용궁시장

## 명소·관광지
- 회룡포
- 만파루
- 예천독립운동기념비

## 특산물
- 용궁순대
- 토끼간빵[1]

쌀
참기름

## 교육 기관
- 용궁초등학교 (읍부리)
  - 장평분교 (폐교) - 용궁면 장평길 150 (월오리)
- 향석초등학교 (폐교) - 용궁면 용개로 357 (향석리)
- 용궁중학교 (읍부리)

## 교통
- 도로 : 국도 제34호선, 국도 제59호선, 지방도 제924호선
- 철도 : 경북선 용궁역

## 미디어
- KBS 《해피선데이 - 1박 2일》 (2009.9.6~9.13)
- SBS 주말 특별기획 드라마 《바보엄마》